# 日岐城の戦い
日岐城の戦い（ひきじょうのたたかい）は、天正壬午の乱における戦いの一つ。信濃国筑摩郡日岐に日岐大城を構えて勢力を誇った上杉方土豪・日岐氏を徳川方の小笠原貞慶が攻め降した。
小笠原氏の譜代・武田旧臣・安曇郡の国人を動員し、貞慶による筑摩郡平定戦の中でも大規模なものとなった。

## 経緯
日岐氏は、安曇郡の多くを治める豪族・仁科氏の庶流で、中世以来から筑摩郡北部・日岐の地を治める有力領主であった。
日岐一族は武田氏に従っていたが、武田滅亡後、立て続けに織田信長も本能寺に討たれたことで旧武田領の信濃は動乱に陥る（天正壬午の乱）。
越後上杉景勝は、領地拡大の好機とみて北信・安曇郡に軍勢を派遣した。これによって、安曇・筑摩両郡は上杉氏の影響力が強まることとなった。上杉有利の情勢下で、日岐盛直は景勝へと臣従する。
この混乱の中で、上杉方の小笠原貞種が奪取した深志城を攻め取り、貞種を越後へ没落させ府中を制したのが小笠原長時嫡子・貞慶であった。
貞慶は、深志城入りから一か月もせずに、一挙に筑摩郡北部へと勢力を押し出していく。この間筑摩の塔原氏、安曇郡の古厩氏が続々と貞慶に従属した。
間もなくして、小笠原軍の矛先は、上杉方に属し日岐大城を領する日岐氏へ向けられることとなった。

## 戦闘の経過
日岐氏は、日岐城攻めの前哨戦として筑摩塔原で小笠原勢と戦い、小笠原方の穂刈監物・河舟次左衛門らを負傷させたという。
その後、8月8日に日岐城攻めが開始された。
小笠原貞慶は塔原幸貞軍を以て南方より日岐を攻めさせ、援護として小笠原出雲守や赤沢式部少輔を派遣した。式部少輔は会田付近を抑え、安曇郡穂高には小笠原方に帰参した仁科氏一党・渋田見伊勢守および古厩盛勝が参陣する。また貞慶重臣の犬甘久知は遊撃軍として参戦した。さらに水内郡牧之島口は仁科衆が抑えた。翌9日には小笠原頼貞軍も府中を出発。
10日、日岐盛直の弟・盛武が降伏を申し出たが、貞慶はこれを却下する。同月末には、激しい攻防戦の末に小笠原方が大手口付近にまで進出した。この間、上杉景勝は籠城する盛直に対して池田・滝沢・荻原・細野・松川などを宛行い、盛直に従う耳塚元直には小宮・岩岡口・野口を所領として約束している。
日岐城は仁科氏城郭の中でも随一の堅牢さを誇っていたため、小笠原方は大いに苦戦していた。そのため、戦闘は9月上旬にまで長引くこととなる。
9月には、小笠原長継・貞朝・溝口貞泰ら小笠原親類・譜代も加わって城を総攻めにした。同月6日、貞慶自ら打って出ると宣言し、翌7日に府中より出陣する。
同日、貞慶本軍が平出より進軍する途中、日岐軍勢50騎余が後方より襲撃を仕掛ける。貞慶軍と日岐軍は登波離で合戦を繰り広げた。
乱戦の結果、登波離橋付近にて、日岐方は兵20騎余りを討ち取られ総崩れとなり、犀川に向けて退散し激流に押し流される者が続出した。貞慶は部将らに川を越えて追撃するよう指令し、岩波勢や岩岡勢は中州に至ったが日岐軍の反撃で撤退、古厩勢らはそのまま川を渡りきったという。
手勢の多くが討ち取られた上、小笠原の譜代から地侍までの大軍で攻めたてられた日岐城は、間もなく陥落した。
戦後、日岐盛直は、上杉景勝を頼り春日山城へ向かい、上杉氏直臣として取り立てられた。日岐盛武・穂高盛数（盛員）は貞慶に帰属し、盛武は盛直の旧領を小笠原氏の許しにより相続した。盛武は、小笠原氏の移封に従って信濃を去ったとされる。